# Santoni (calciatore)
 Santoni (fl. XX secolo) è stato un calciatore italiano, di ruolo difensore.

## Carriera
Con la Lucchese disputa 9 gare nel campionato di Prima Divisione 1922-1923.